# Anabela Cossa
Anabela Cossa (sinh ngày 7 tháng 4 năm 1986) là một nữ cầu thủ bóng rổ chuyên nghiệp người Mozambique.